# 기대주
"기대주"는 2019년에 제작한 대한민국의 영화이다.

## 캐스팅
- 김자영 : 명자 역
- 강길우 : 수영강사 역
- 윤환 : 대회청년 1역
- 변부의 : 수영시합참가생 역

## 같이 보기
- 2019년 대한민국의 영화 목록

## 수상
- 2019년 제10회 광주여성영화제 후보단편모음 (김선경)
- 2019년 제20회 제주여성영화제 수상 요망진 관객상 (김선경)
- 2019년 제1회 평창국제평화영화제 후보 한국경쟁 (김선경)
- 2019년 제1회 1인가구영화제 수상 우수상 (김선경)
- 2020년 제18회 피렌체 한국영화제 후보 상영작 (김선경)
- 2020년 제13회 서울노인영화제 후보 한국독립영화 현재 진행형 (김선경)
- 2020년 제10회 서울배리어프리영화제 후보 배리어프리 단편영화 제작지원작(김선경)
- 2020년 제13회 진주같은영화제 후보 일단단편섹션 (김선경)